# Иванов, Валерий Викторович
Валерий Викторович Иванов (род. 14 сентября 1960 года, Иваново, СССР) — российский общественный, государственный и политический деятель, Депутат Государственной Думы VI и VII созывов. Член фракции «Единая Россия». Первый заместитель председателя комитета Госдумы по контролю и Регламенту.

## Биография
В 1978 был призван в ряды Советской армии, демобилизован в 1980 году. В 1986 получил высшее образование в Ивановском государственном университете на историческом факультете. В 2016 году получил второе высшее образование в РАНХиГС (академия госслужбы при Президенте РФ) по программе «Юриспруденция», в 2017 году там же прошел переподготовку по программе «Государственное и муниципальное управление». С 1980 года работал референтом, заместителем председателя, с 1988 по 2012 год работал генеральным директором Ивановского бюро международного туризма «Спутник», по совместительству в то же время (1998—2012 г.) работал директором Детского санаторного оздоровительного лагеря круглогодичного действия «Березовая роща».
С 1991 по 1994 год работал в качестве депутата Ивановского горсовета (Ивановская область, избирательный округ № 7). В 2005 году избрался в депутаты Совета Озерновского сельского поселения Ивановского муниципального района Ивановской области (I созыв). В 2011 году участвовал в выборах депутатов Госдумы по спискам партии «Единая Россия», по итогам выборов депутатом не стал. В июле 2012 года получил вакантный мандат депутата от «Единой России» Татьяны Яковлевой, которая досрочно сложила полномочия в связи с назначением в Правительство РФ.
В 2006 году избран председателем Общественной палаты Ивановской области и вплоть до 2012 года возглавлял её. В 2010—2012 годах — председатель ОНК Ивановской области по осуществлению контроля за обеспечением прав человека в местах принудительного содержания.
В то же время, 2010—2012 годы, работал членом Президиума Совета Общественной палаты Российской Федерации по взаимодействию с региональными общественными палатами (советами). В 2008 году избран членом Президиума Общественного Совета Центрального Федерального округа, исполнял обязанности в течение 4 лет. В 2012 году был одним из доверенных лиц кандидата в Президенты РФ.
В сентябре 2016 года повторно избран депутатом Государственной Думы ФС РФ VII созыва, член фракции «Единая Россия».

## Законотворческая деятельность
С 2012 по 2019 год, в течение исполнения полномочий депутата Государственной Думы VI и VII созывов, выступил соавтором 399 законодательных инициатив и поправок к проектам федеральных законов.

## Награды и звания
- Орден дружбы. Указ Президента Российской Федерации от 06.04.2000 г. № 640[8]
- Благодарность Президента РФ В. В. Путина за активное участие в избирательной кампании (2012 г.)
- Благодарность Правительства РФ. Распоряжение от 22 июня 2016 года N 1285-р[9]
- Памятная медаль «Патриот России» Правительства Российской Федерации (2010 г.)
- Почётный знак Государственной Думы ФС РФ «За заслуги в развитии парламентаризма» (2016 г.)
- Почетная грамота Государственной Думы Федерального Собрания Российской Федерации (2014 г.)
- Благодарность Председателя Государственной Думы Федерального Собрания РФ (2014 г.)
- Почетная грамота Счетной палаты РФ (2016 г.)
- Почетное звание «Почетный работник общего образования» (2011 г.)
- Почетный знак Минкомспорта РФ «Почетный работник туриндустрии» (2010 г.)
- Благодарность Министра финансов РФ (2016 г.)
- Почетный знак Губернатора Ивановской области «За заслуги перед Ивановской областью» (2011 г.)
- Почетный гражданин Ивановского района Ивановской области (2011 г.)
- Орден РПЦ Преподобного Сергия Радонежского III степени (2000 г.)
- Медаль РПЦ Святителя Иннокентия «За миссионерские труды» (2000 г.)

## Семья
Женат, отец двоих сыновей.